# Burg Klamm
Die Burg Klamm ist eine restaurierte Höhenburg bei 870 m ü. A. auf dem Gemeindegebiet von Obsteig im Bezirk Imst in Tirol. Sie liegt unterhalb der Verbindungsstraße von Nassereith nach Mötz. Die Anlage ist auf drei Seiten von steilen Hängen umgeben. Auffallend ist der mächtige runde Bergfried mit seinen Viereckzinnen. Der Palas liegt tiefer und etwas entfernt.

## Geschichte
Das Gebiet um Klamm und dem Mieminger Plateau war ein Augsburger Kirchenlehen. Es war als Lehen an den schwäbischen Edelfreien Albert von Neiffen ausgegeben und von diesem als Afterlehen an den Reichsministerialen Marquart von Kemnat weitergegeben worden. Andererseits gibt es seit 1250 ein Adelsgeschlecht, das sich nach Klamm benennt und offensichtlich Ministeriale der Starkenberger war. Offensichtlich musste Marquart von Kemnat 1290 auf Druck von Meinhard II. Klamm an den Landesfürsten verkaufen. Vorausgegangen war die Lehensaufsendung durch Albert von Neiffen an den Bischof Hartmann. Schrittweise kamen auch die anderen Mieminger Besitzungen durch Kauf oder Tausch von Augsburg an den Landesfürsten.
Die Burg Klamm wurde vermutlich zwischen 1220 und 1230 errichtet. 1318 wird von König Heinrich von Böhmen sein Haus ze Clamme den Brüdern Konrad und Rudolf von Mils verliehen. Die Herren von Milser, deren bekanntester Vertreter Ritter Oswald von Milser war, stammten aus dem westlichen Oberinntal und standen ursprünglich in Diensten der Grafen von Eppan-Ulten und dann in tirolischen Diensten. Nach dem Tod des Rudolfs geht Klamm 1322 allein auf Konrad über und erbweise an dessen Söhne Oswald und Christoph. Die milserischen Brüder teilten 1374 die Burg Klamm. Nach dem Tode Christophs verfügte Oswald, dass Klamm an den Landesfürst zurückfallen sollte. Dies bedeutete, dass der erbberechtigte Neffe Sigmund von Starkenberg umgangen werden sollte. Dieser konnte seine Ansprüche jedoch durchsetzen und wurde von Herzog Leopold IV. von Österreich mit Klamm belehnt. Im Zuge der Starkenberger Fehde kam Klamm unter die Verwaltung von Herzog Friedrich IV. Herzog Sigismund setzt 1447 Jörg auf Klammer Burg Klamm als Pfleger ein. In der Folge scheint eine Reihe weiterer Pfleger auf Klamm auf, von denen besonders Hans Frech zu erwähnen ist, denn unter ihm werden wesentliche Baumaßnahmen durchgeführt. Die Burg bleibt bis 1645 in der Familie Frech. Nach dem Tode von Christoph Frech d. J. wird Klamm der Pflege durch St. Petersberg unterstellt. 1650 werden beide Herrschaften durch Erzherzog Ferdinand Karl an die Grafen Clary-Aldringen zuerst verpfändet und dann 1674 durch Kaiser Leopold I. an diese verkauft. Diese überließen Klamm 1688 dem oberösterreichischen Kanzler Franz Christoph Raßler von Gamerschwang. Nach dessen Tod verkaufte seine Witwe 1692 Klamm an den Holzlieferanten und Holzflößer Thomas Hirn. Nach zwei Generationen kam Klamm auf dem Heiratsweg über die Kreszentia Hirn 1848 an Thaddäus Scharmer. Dessen Sohn ließ das Anwesen herunterkommen und verkaufte den Großteil des Inventars. 1913 wurde die Burg an den Berliner Geschäftsmann Franz Sallentien verkauft. Dieser ließ umfangreiche Umbauarbeiten vornehmen. 1957 ging die Burg an den rheinischen Industriellen Emil Mauritz Hünnebeck, der die Burg stilvoll restaurieren ließ. Dabei wurde auch das alte Pförtnerhäuschen durch ein großes Torhaus ersetzt. Eine spätgotische Stube wurde 1965 von Burg Taufers angekauft und dafür wurde ein eigener Anbau errichtet. Klamm ist immer noch im Besitz der Familie.
Am 19. April 2011 wurde bei einem Brand der komplette Dachstuhl zerstört. Das Dach ist unterdessen wiederhergestellt (2016).

## Burg Klamm heute
Der Zugang zur Burg erfolgt über eine nach Bildvorlagen rekonstruierte Holzbrücke. Sie führt über den äußeren Burggraben zu dem neu errichteten Pförtnerhaus.
Charakteristisch für die Burg Klamm ist der völlig freistehende viergeschoßige und runde Bergfried. Der Turm dürfte um 1220/1230 entstanden sein. Sein Durchmesser beträgt 9,75 m und im unteren Bereich weist er eine Mauerstärke von 2,1 m auf. Ein Hocheinstieg im ersten Obergeschoß und eine Wehrgangtür im dritten Obergeschoß liegen auf der einem Angriff abgekehrten Seite. Mehrere Kragsteine und Balkenlöcher markieren den ehemaligen Wehrgang. Turmabschluss ist ein Kranz von 2,5 m hohen Rechteckzinnen. Im Turm wurde in der Mitte des 17. Jahrhunderts eine Kapelle zu Ehren der Vierzehn Nothelfer eingerichtet. Der Altar befindet sich als Geschenk der Besitzerfamilie heute in der Imster Johanneskirche. Der Turm zählt aufgrund seiner regelmäßigen Mauerstruktur zu den bedeutendsten Burgtürmen Tirols.
Der Palas der Anlage ragt unmittelbar über der steilen Felswand auf. Er ist gleichzeitig mit dem Turm auf fünfeckigem Grundriss errichtet worden. Vermutlich wurde er in zwei oder drei Bauphasen errichtet. Das Kellergeschoß zeigt die gleiche Bauweise wie der Turm (Datierung 1229–1233), das darüberliegende Geschoß besitzt zwar ebenfalls eine regelmäßige Steinschichtung, hat aber ausgestrichene Mörtelfugen und Tuffquader an den Ecken. Das abschließende Obergeschoß besitzt unregelmäßiges Füllselmauerwerk (entstanden zu Beginn des 16. Jahrhunderts). Der Palas war ursprünglich durch einen Halsgraben von dem Turm getrennt, erst im Spätmittelalter wurden beide Teile durch eine Zwingmauer miteinander verbunden.
Bei der Erhöhung des Palas wurde Anfang des 16. Jahrhunderts eine von diesem ausgehende und den Turm umschließende Zwingmauer errichtet. An der Nordwestecke endet diese in einem Felsabbruch.
Von 1992 bis 1999 diente Burg Klamm als Kulisse für das „Schloss Brauneck“ in der 92-teiligen Fernsehserie Der Bergdoktor.

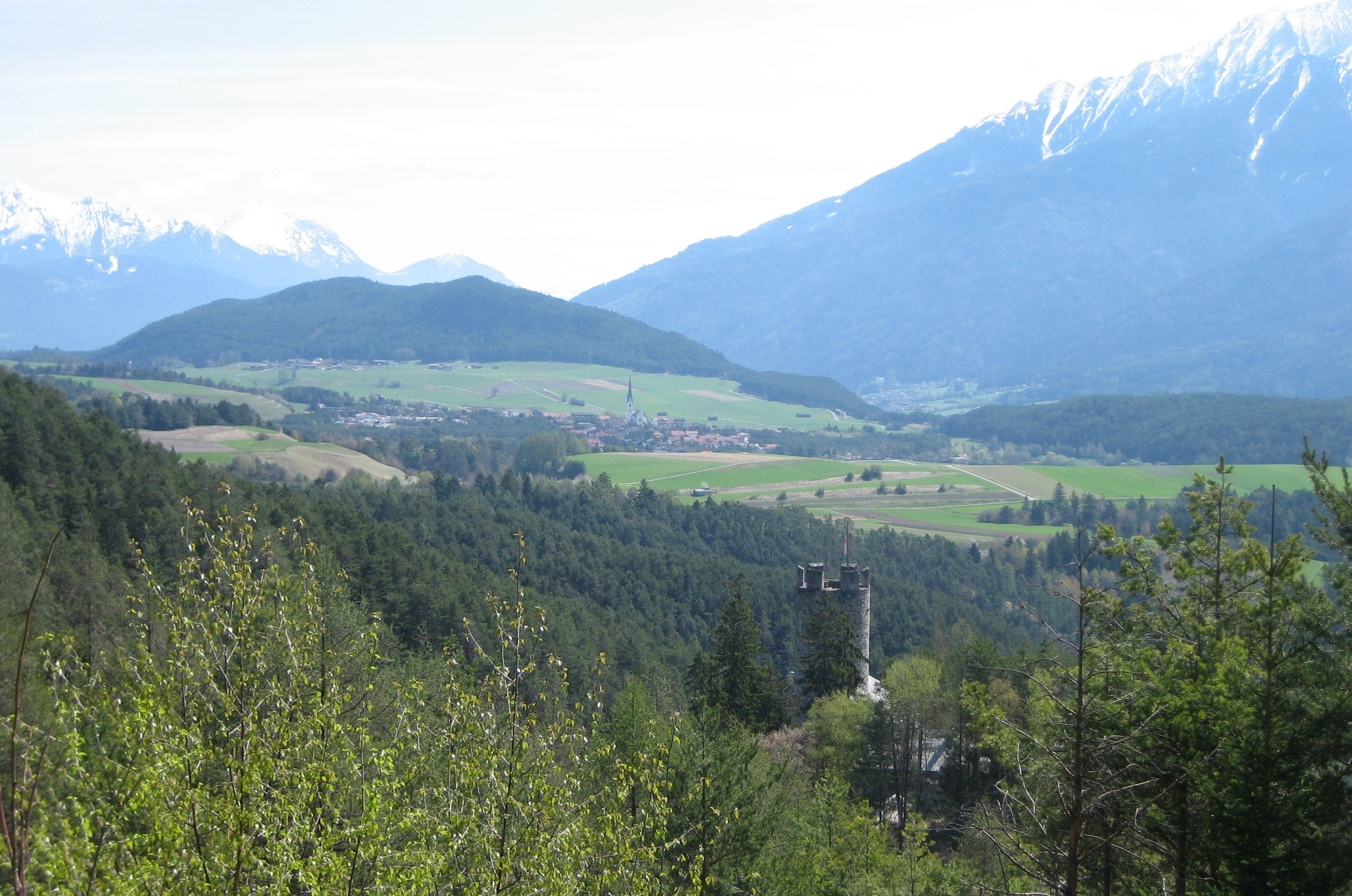
Burg Klamm und das Dorf Mieming
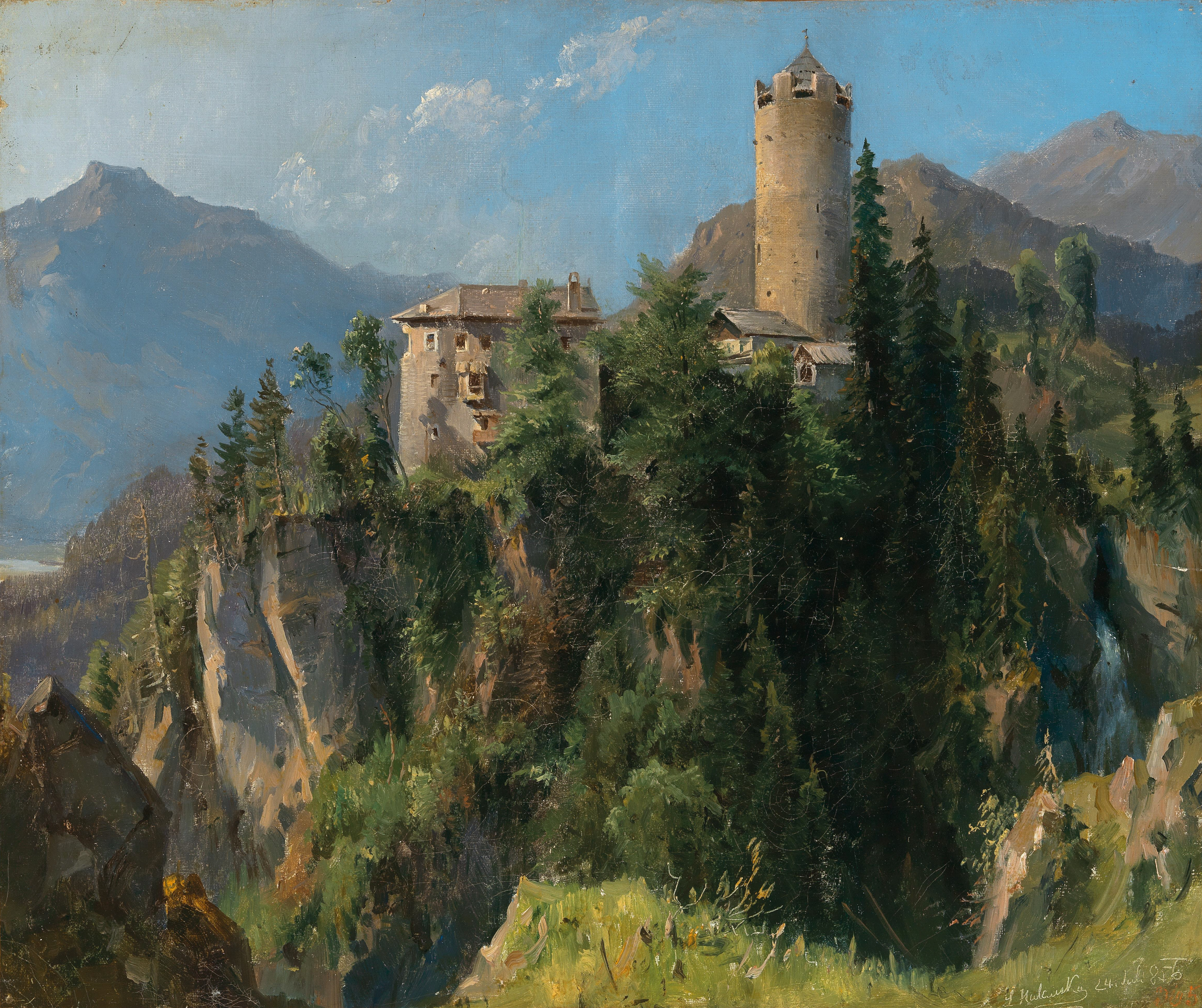
Burg Klamm (1856, von Ludwig Halauska)
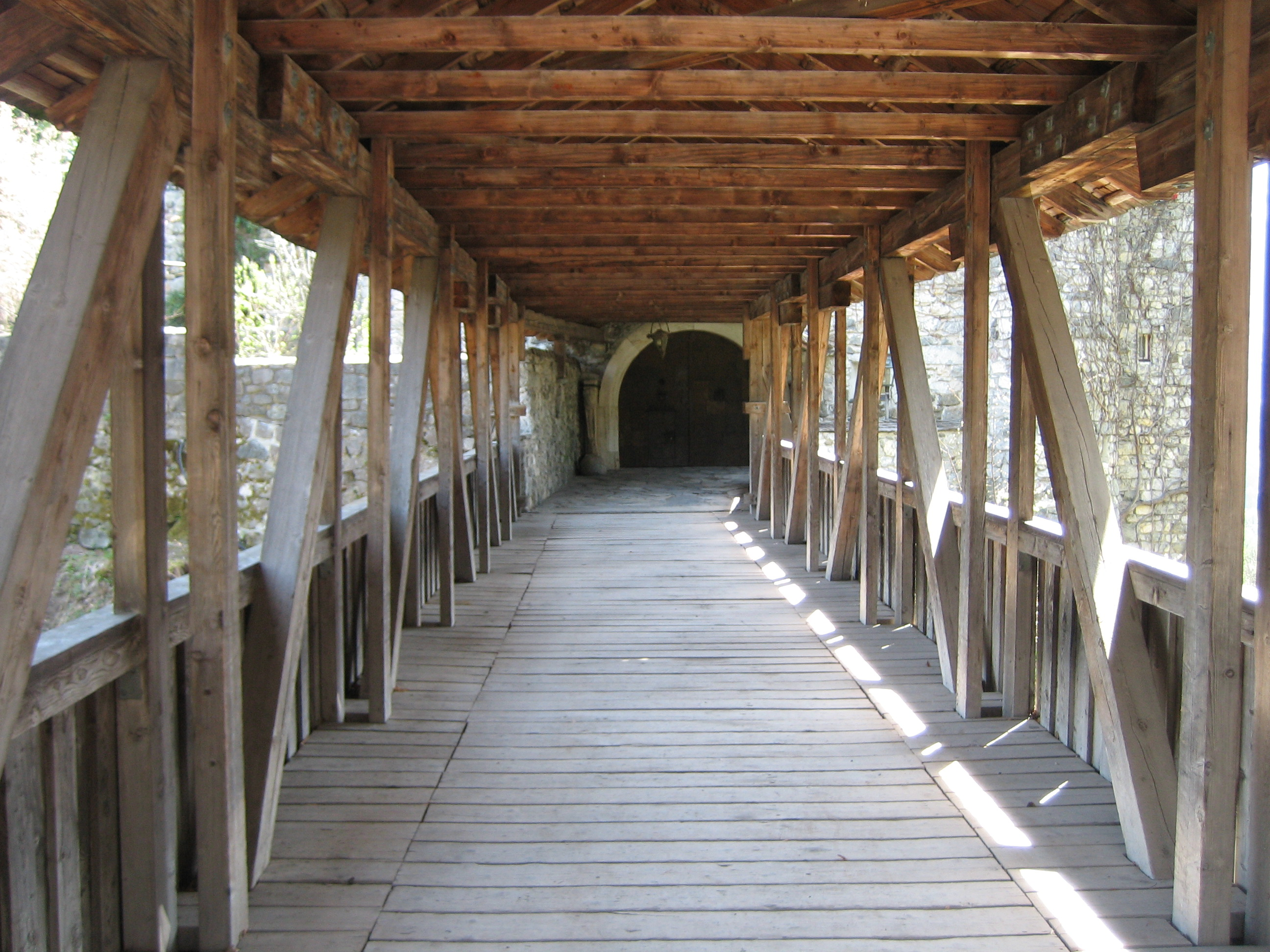
Zugang
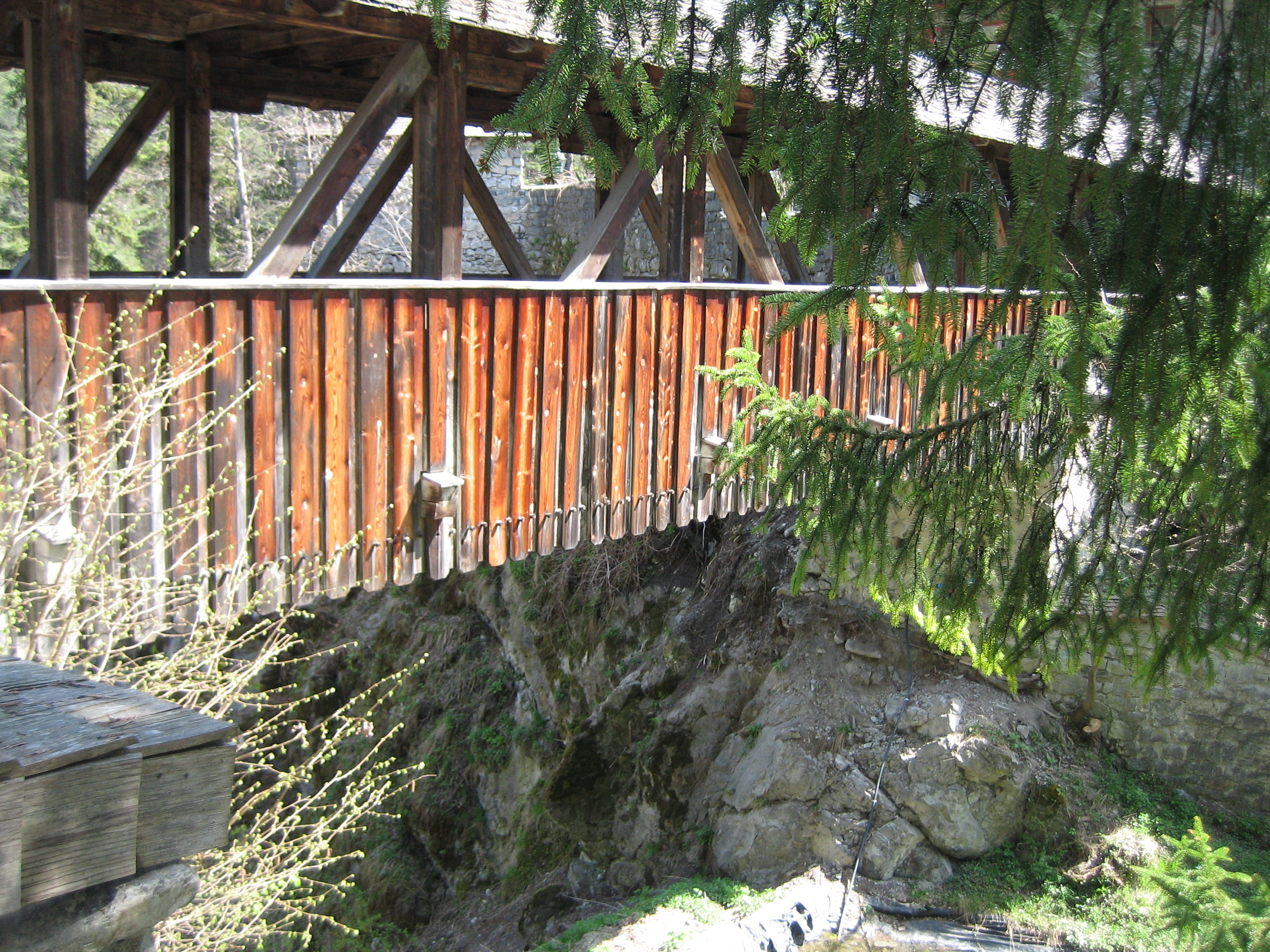
Brücke
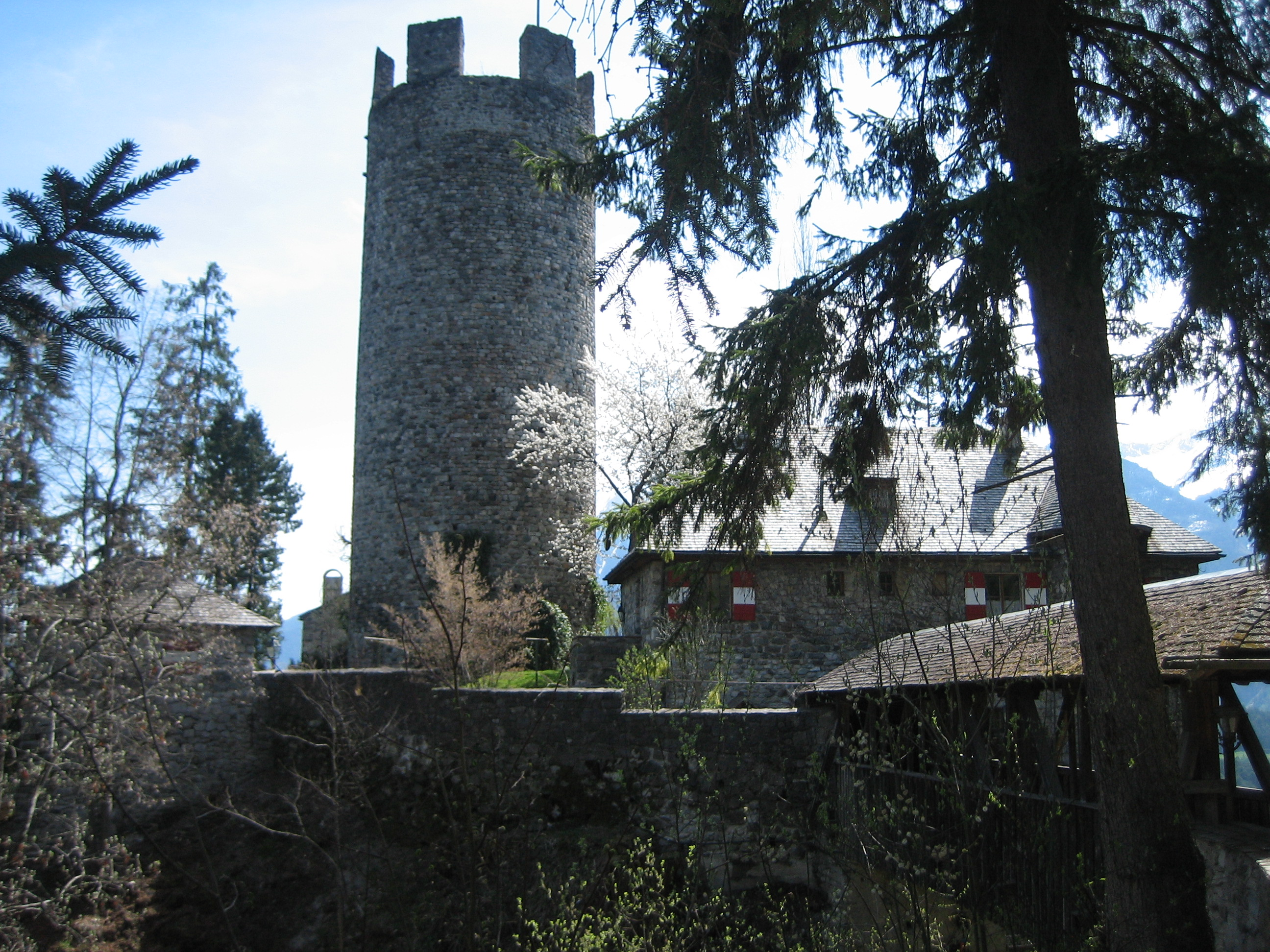
Burg Klamm